# Toy Soldier
「Toy Soldier」（トイ・ソルジャー）は、SuGのメジャー6枚目のシングル。2011年10月26日にポニーキャニオンから発売。

## 解説
キャッチコピーは「ハードでやんちゃなミリタリーマーチ！－つったかた つったかた 全力で生きていくぞ－」。初回限定盤A・BにはそれぞれVIDEO CLIPが収録されたDVDがついていて、初回限定盤Cにはフォトブックが付いていて、通常盤にはトレーディングカード全10種の内1種を封入している。

## 収録曲

### 初回限定盤A/B/C
CD
1. Toy Soldier
2. きらきら

DVD (A)
1. 「Toy Soldier」 VIDEO CLIPオリジナルver.収録

DVD (B)
1. 「Toy Soldier」 VIDEO CLIPメンバー・フィーチャリングver.収録

### 通常盤
1. Toy Soldier
2. きらきら
3. #9 garbage